# Gazimestan
Gazimestan (srbsky Газиместан, albánsky Monumenti Memorial i Gazimestanit) je název prostranství a památníku, který se nachází v centru Kosova (5 km severozápadně od Prištiny), nedaleko od místa středověké Bitvy na Kosově poli.

## Název
Název gazimestan pochází z arabštiny (gazi pro hrdinu) a srbštiny (mesto pro místo). Podle jiné teorie se jmenuje po vlajkonoši osmanské armády, který měl toto jméno.

## Popis areálu

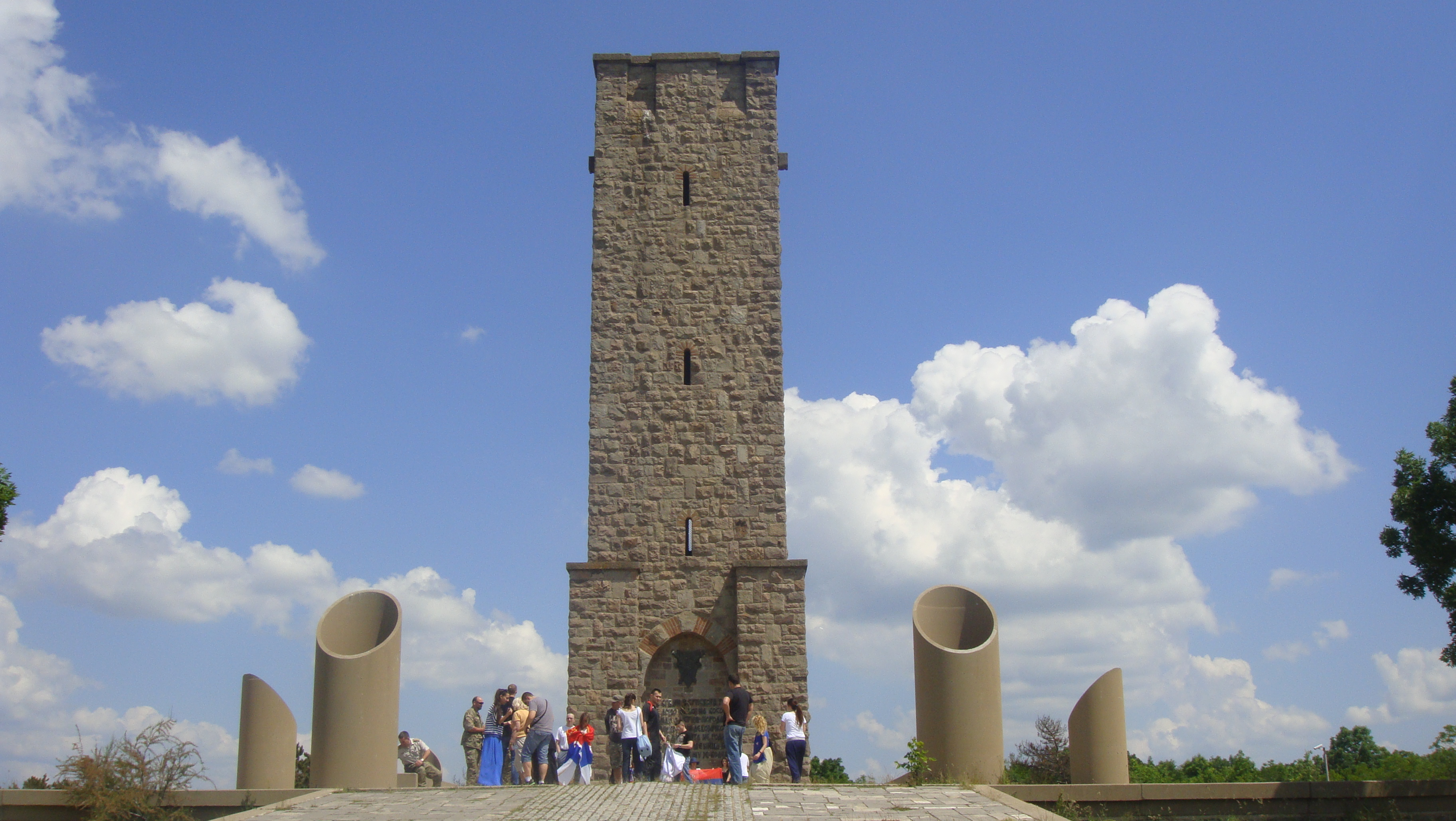
Památník v roce 2014.

Areál obklopují pole a ze severní strany les. Památník je umístěn na dlážděné ploše, která má tvar osmicípé hvězdy.
Jeho dominantní stavbou nápadná věž o čtvercovém půdorysu a výšce 25 metrů, které doplňuje několik menších objektů (šest sešikmených věžiček), orientovaných směrem k vrcholu věže. Použity byly kamenné kostky v šedé, růžové a zelené barvě. V původním zdůvodnění projektu bylo argumentováno bojovou tradicí srbského lidu. 
Památník má připomínat středověkou věž. V jejím interiéru se nacházejí nápisy, které odkazují na události zmíněné bitvy a tzv. Kosovský mýtus v srsbké kultuře. V přízemí je následně umístěn text. tzv. Kosovské přísahy od Vuka Stefanoviće Karadžiće. Na vrcholku věže je vyhlídková plošina, ze které lze spatřit celou oblast až po město Prištinu. Umístěna je zde bronzová deska, vyobrazující vojenské formace v Bitvě na Kosově poli z doby před několika sty lety.
Již v době dokončení byla předmětem kritiky. Živorad Stojković ji například ozančil za poplatnou oblíbenému historizujícímu architektonickému stylu z meziválečné Jugoslávie. Naopak Milorad Panić Surep, ředitel republikového památkového ústavu, zdůrazňoval, že stavba je navržena tak, aby nebyla pro návštěvníky dominující stavbou.
Součástí areálu byla také dvě turbe (muslimské náhrobky), a to samotného tureckého sultána Murata a jeho vlajkonoše.

## Historie
Již v roce 1402 zde nechal Stefan Lazarević umístit skromný památník, připomínající bitvu. Byl zničen při příchodu Turků do této oblasti.
Na uvedeném místě se začaly oficiální vzpomínkové akce, připomínající Bitvu na Kosově poli pořádat po vzniku Království Srbů, Chorvatů a Slovinců v roce 1918. V roce 1924 sem byl umístěn osmimetrový obelisk s křížem na vrcholu, který sloužil především místní vojenské posádce pro skládání slibu. Zničen byl při druhé světové válce. V roce 1911 ovšem sochař Ivan Meštrović vypracoval projekt památníku a mauzolea, které v duchu myšlenky jednoty jihoslovanských národů mělo zahrnovat symboliku každého z nich. Království Jugoslávie však nikdy nedisponovalo prostředky, aby dokázalo takovou stavbu zrealizovat.
Památník byl vybudován podle návrhu Aleksandra Deroka v roce 1953 a má podobu středověké věže. Jeho vznik tehdy iniciovala vláda republiky Srbsko v rámci Jugoslávie. Práce na přípravě památníku byly zahájeny již v roce 1950, nicméně těžká poválečná situace v Jugoslávii neumožňovala vyčlenit prostředky na takový objekt.
Každý rok se zde dne 28. června (na Vidovdan) shromažďují Srbové, kteří si připomínají výročí bitvy na Kosově poli. Tradice pravidelných shromáždění byla popularizována po 600. výročí bitvy, kdy se na Gazimestan sjelo několik set tisíc až milion lidí. Projev Slobodana Miloševiće, který ze zazněl, byl mnohými historiky a analytiky své doby vnímán jako předzvěst blížících se válek.
Od roku 1997 a do roku 1999 se jednalo o kulturní památku. Během války v Kosovu hlídán britskými jednotkami. Poničen byl ale útokem jednotek UCK v srpnu 1999, zničena byla část textu a schodiště. Vyšetřování nicméně prokázalo, že areál, resp. stavba, nebyly přímo cílem útoku.
Po válce v Kosovu a vyhlášení nezávislého kosovského státu v roce 2008 je Gazimestan hlídán, stejně jako řada dalších objektů spojených se Srby v Kosovu, mezinárodními jednotkami. V roce 2009 se jednalo o vojenské složky Slovenska. Od roku 2010 tuto službu vykonává kosovská policie. Důvod ochrany je, že památník je mezi okolním albánským obyvatelstvem do značné míry vnímán jako symbol útlaku, resp. jako symbol odstranění kosovské autonomie na konci 80. let 20. století.
V období po válce zde vznikaly v areálu památníku různé nelegální stavby. V blízkosti památníku byl postaven hipodrom a stáje. Ramush Haradinaj navrhoval také zbudování albánského památníku, který by připomínal albánské oběti z uvedené bitvy. K jeho realizaci nicméně nedošlo.
V roce 2012 během pravidelného shromáždění promlouval k návštěvníkům patriarcha Srbské pravoslavné církve Irenej. V roce 2014 na Gazimestanu hovořil srbský prezident Tomislav Nikolić. Političtí představitelé se nicméně setkání na Gazimestanu později již neúčastnili. Srbský prezident Aleksandar Vučić se rozhodl de-emotizovat význam události. V roce 2024 zde např. promluvili předevíšm zástupci pravoslavné církve.
Areál je v současné době oplocený. I v rámci nezávislého Kosova je dnes evidován jako kulturní památka a to pod č. 375/50. Čas od času se zde konají nějaké protesty, objevují se provokativní nápisy apod.

## Návštěvnost
S výjimkou Vidovdanu, tj. 28. června každý rok, není památník téměř navštěvovaný.

## Doprava
V blízkosti areálu se nachází silnice celostátního významu, spojující Prištinu, Vučitrn a Kosovskou Mitrovici.